# Seznam romunskih telovadcev
Seznam romunskih telovadcev.

## A
- Simona Amânar

## B
- Oana Ban
- Ana Barbosu
- Cristian Ioan Bataga

## C
- Nadia Comaneci

## F
- Leonida Florica

## G
- Gina Gogean

## H
- Raluca Haidu

## I
- Larisa Iordache
- Sandra Izbaşa

## J
- Laura Jurca

## K
- Bela Karoly (trener)

## M
- Sabrina Maneca-Voinea
- Lavinia Miloșovici

## N
- Remus Nicolai

## P
- Cătălina Ponor

## R
- Andreea Răducan

## S
- Daniela Silivaș
- Nicoleta Daniela Șofronie
- Ecaterina Szabo